# NGC 5198
NGC 5198 é uma galáxia elíptica (E1) localizada na direcção da constelação de Canes Venatici. Possui uma declinação de +46° 40' 15" e uma ascensão recta de 13 horas, 30 minutos e 11,4 segundos.
A galáxia NGC 5198 foi descoberta em 12 de Maio de 1787 por William Herschel.